# ری هایندورف
ری هایندورف (انگلیسی: Ray Heindorf؛ ۲۵ اوت ۱۹۰۸ – ۳ فوریهٔ ۱۹۸۰) یک آهنگساز، و رهبر ارکستر اهل ایالات متحده آمریکا بود.
وی همچنین برنده جوایزی همچون جایزه اسکار بهترین موسیقی فیلم (۱۹۴۲) شده است.

## فیلمشناسی
- خطرناک (فیلم) (۱۹۳۵)
- احمق آمریکایی خوش‌تیپ (۱۹۴۲)
- شب و روز (۱۹۴۶)
- خواننده جاز (۱۹۵۲)